# Fanny Blankers-Koen
Francina „Fanny” Elsje Blankers-Koen, w późniejszym okresie kariery zwana  „Latającą gospodynią domową” (ur. 26 kwietnia 1918 w Baarn, zm. 25 stycznia 2004 w Hoofddorp) – lekkoatletka holenderska, mistrzyni i multimedalistka olimpijska, mistrzyni i multimedalistka mistrzostw Europy.
Blankers-Koen lekkoatletykę zaczęła trenować w wieku 16 lat. Jej trener Jan Blankers (trójskoczek, olimpijczyk z 1928, później mąż zawodniczki) szybko odkrył, że ma olbrzymi talent. Była bardzo wszechstronna, odnosiła sukcesy w różnych konkurencjach, od biegu na 80 m przez płotki na pchnięciu kulą kończąc. Jednak jej specjalnością były biegi krótkie i płotkarskie oraz skoki, była także doskonałą wieloboistką. Trzykrotnie startowała na Igrzyskach Olimpijskich, po raz pierwszy w Berlinie w 1936, mając 18 lat. Zajęła wtedy 4. miejsce w biegu na 100 metrów, była piąta w konkursie skoku wzwyż, oraz piąta w sztafecie 4 × 100 metrów. Później wystartowała w Londynie w 1948 i Helsinkach w 1952. Największą sławę przyniosły jej te w Wielkiej Brytanii. Podczas tych igrzysk zdobyła 4 złote medale, w tym 3 w konkurencjach indywidualnych. Zwyciężyła w biegach na 100, 200 m oraz na 80 m przez płotki, a także w sztafecie 4 × 100 m. Jest najstarszą uczestniczką igrzysk, która zdobywała złoty medal w biegu na 100 i na 200 m – w Londynie miała 30 lat i 2 miesiące. Ponadto zdobyła też 8 medali mistrzostw Europy, w tym 5 złotych. Ustanowiła też 12 rekordów świata. Była laureatką wielu plebiscytów na najlepszych sportowców. W Hengelo organizowany jest poświęcony jej pamięci mityng Fanny Blankers-Koen Games.

## Największe osiągnięcia
- Igrzyska Olimpijskie 1948: złote medale na 100 m (11,9 s), 200 m (24,4 s), 80 m ppł (11,2 s – rekord olimpijski) i w sztafecie 4 × 100 m (47,5 s);
- mistrzostwa Europy:
  - Wiedeń 1938: brązowe medale na 100 i 200 m;
  - Oslo 1946: złote medale na 80 m ppł i w sztafecie 4 × 100 m;
  - Bruksela 1950: złote medale na 100 m, 200 m i 80 m ppł, srebrny medal w sztafecie 4 × 100 m.
- Rekordy świata: m.in. w skoku wzwyż, skoku w dal, biegu na 80 m ppł, biegu na 100 m, sztafecie 4 × 200 m i w pięcioboju.